# Torsten Lindberg
Torsten Gustav Adolf Lindberg (Nässjö, 1917. április 14. – Malmö, 2009. augusztus 31.) svéd válogatott labdarúgó, edző.

## Sikerei, díjai

### Klub
- IFK Norrköping
  - Svéd első osztály bajnoka: 1942-43, 1944-45, 1945-46, 1946-47, 1947-48, 1951-52
  - Svéd kupa: 1943, 1945

### Válogatott
- Svédország
  - Olimpia bajnok: 1948

### Menedzserként
- Djurgårdens IF
  - Svéd első osztály bajnoka: 1964, 1966